# Odometrie

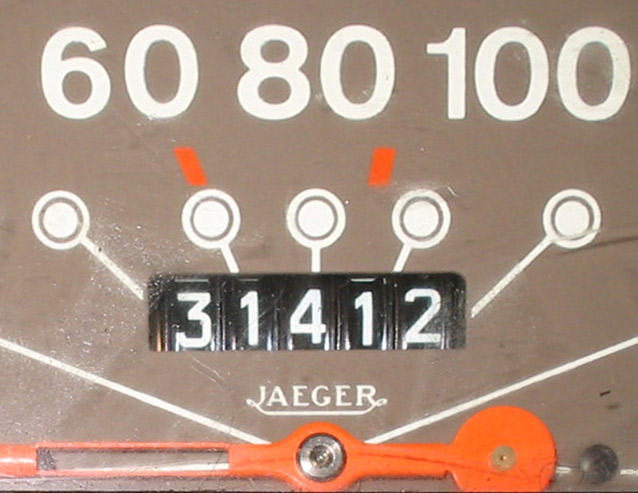
Bildmitte: Fünfstellige Anzeige des Odometers in einem Auto

Odometrie oder auch Hodometrie (von altgriechisch ὁδός hodós „Weg“ und μέτρον métron „Maß“ – also „Wegmessung“) bezeichnet eine Methode der Schätzung von Position und Orientierung (Lageschätzung) eines mobilen Systems anhand der Daten seines Vortriebsystems. Durch Räder angetriebene Systeme benutzen dafür die Anzahl der Radumdrehungen, während laufende Systeme (z. B. Roboter) die Anzahl ihrer Schritte verwenden. Ein Gerät, das die Odometrie zur Lageschätzung verwendet, ist ein Odometer. Die Odometrie ist im Zusammenspiel mit der Koppelnavigation ein grundlegendes Navigationsverfahren für bodengebundene Fahrzeuge aller Art (Kraftfahrzeuge, Roboter), allerdings wird es auf Grund seiner Fehlereigenschaften selten als alleiniges Verfahren eingesetzt.

## Verfahren
Die Anzahl {\displaystyle n} der Radumdrehungen zwischen zwei Messzeitpunkten wird gezählt (beispielsweise mit Inkrementalgebern) und zusammen mit dem bekannten Radumfang {\displaystyle \pi \cdot d}, wobei {\displaystyle d} den Raddurchmesser vorstellt, in eine Wegdifferenz {\displaystyle \Delta s} umgerechnet:
{\displaystyle \Delta s=\pi \cdot d\cdot n}.
Über die Lenkwinkel der einzelnen Räder kann die Richtung der Fahrzeugbewegung ermittelt werden, wobei die Berechnungsvorschrift für den Lenkwinkel vom Typ des Fahrwerks (Vorderachslenker, Hinterachslenker) abhängig ist.
Odometrische Messverfahren ermöglichen eine relative Positionsbestimmung, da sie nur mit Wegdifferenzen arbeiten. Für eine absolute Positionsangabe muss eine Position bekannt sein, auf die die Positionsdifferenzen bezogen werden können. Im eindimensionalen Fall (Schienenfahrzeug) ergibt sich die Gleichung
{\displaystyle s(t_{\mathrm {neu} })=s(t_{\mathrm {alt} })\!\ +\Delta s}.

## Fehlerbetrachtung
Die folgenden Größen können Einfluss auf die Genauigkeit der Positionsmessung haben.
- Radgeometrie (Unrundheit, Verschleiß, fehlerhafte Messung des Durchmessers, unterschiedlicher Durchmesser bei Wechsel zwischen Sommer- und Winterreifen, Querprofil des Rades)
- Material und Luftdruck (Profil, Weichheit des Materials, Weichheit durch Aufpumpdruck, Temperatur, Geschwindigkeit)
- Bodenbeschaffenheit (Unebenheit, Schlupf)
- Fahrgestellgeometrie (Spiel, fehlerhafte Messung der Radabstände und Lenkeinrichtungen)
- Fahrzeuggewicht (ungleiche Verteilung: stärkere Belastung und Verformung einzelner Räder)
- Wind

Alle Fehler fließen in die Positionsdifferenz ein, die zur letzten bekannten Position hinzuaddiert wird. Somit addieren sich die Fehler mit jedem Messschritt, und mit länger dauernder Messung entsteht eine immer größere Abweichung. Diese Regeldifferenz (Schleppfehler) in der odometrischen Positionsberechnung ist praktisch nicht zu vermeiden, auch wenn alle Fehlereinflüsse minimiert werden.

## Anwendung

### Fahrzeugtechnik
Odometrie bezeichnet hier eine Funktionalität, die zu bestimmten Zeitpunkten die Position, Ausrichtung und den Fahrzustand eines Kfz bestimmt. Als Eingangsgrößen dienen in der Regel Messgrößen aus dem Fahrwerk (Raddrehung, Richtung), des Gierratensensors (ESP/ABS) und der Lenkung (Radlenkwinkel, Lenkradwinkel).
Bei der Fahrzeugnavigation wird es ergänzend zur GPS-Ortung eingesetzt, um Bereiche ohne Empfang wie Tunnelstrecken zu überbrücken und die GPS-Ergebnisse zu verfeinern.
ETCS-Odometrie wird zur sicheren Positions- und Geschwindigkeitsmessung von Zügen verwendet.

### Robotik
In der autonomen Robotik ist die Odometrie eines der einfachsten und dadurch eines der häufigsten Hilfsmittel zur Lokalisierung. In der Regel werden die Odometriemessungen durch weitere Sensorik – typischerweise Echoortung oder GPS – ergänzt, um bessere Ergebnisse zu erhalten.

### Navigation bei Insekten
Für Ameisen wurde nachgewiesen, dass sie sich nach der Nahrungssuche mit Hilfe der Pfadintegration wieder nach Hause orientieren. Die Strecke, die die Ameisen hierbei zurücklegen, wird durch die Länge der Beine beeinflusst. In Experimenten mit verschiedenen Steigungen scheinen die Ameisen die korrekte Entfernung zurückzulegen, was auf die Fähigkeit zur trigonomischen Kalkulation hinweist. Jedoch sind hier Fragen nach der Messart und der Kompensation für verschiedene Bewegungsmuster und Laufgeschwindigkeiten noch nicht ausreichend beantwortet.
Auch Hummeln bedienen sich dieser Art der Navigation.